# Wuliang
Wuliang (kinesiska: 无梁, 无梁镇) är en köping i Kina. Den ligger i provinsen Henan, i den centrala delen av landet, omkring 56 kilometer söder om provinshuvudstaden Zhengzhou. Antalet invånare är 35 521. Befolkningen består av 17 124 kvinnor och 18 397 män. Barn under 15 år utgör 19,0 %, vuxna 15-64 år 69 %, och äldre över 65 år 10,0 %.
Genomsnittlig årsnederbörd är 710 millimeter. Den regnigaste månaden är juli, med i genomsnitt 149 mm nederbörd, och den torraste är januari, med 4 mm nederbörd.